# I Like How It Feels
Singles par Enrique Iglesias
Ayer
(2011) Naked
(2011)
Singles par Pitbull
Pass at Me
(2011) International Love
(2011)
Singles par The WAV.s
Down for Whatever
(2011)
I Like How It Feels  est une chanson du chanteur espagnol Enrique Iglesias avec la collaboration du rappeur Pitbull et The WAV.s. Sous format numérique, le single sort le 23 septembre 2011 en Australie et en Europe ; le 4 octobre 2011 aux États-Unis. La chanson est produite par RedOne et Alex P.

## Liste des pistes
États-Unis /  Royaume-Uni Téléchargement numérique
1. "I Like How It Feels" - 3:40
2. "I Like How It Feels" (Music Video)

 Royaume-Uni Téléchargement numérique - The Remixes
1. "I Like How It Feels" - 3:40
2. "I Like How It Feels" (Benny Benassi Club Mix) - 5:29
3. "I Like How It Feels" (DJ Victoria Club Mix) - 6:00
4. "I Like How It Feels" (Jump Smokers Club Mix) - 5:14
5. "I Like How It Feels" (Sidney Samson Club Mix) - 6:18

## Classement par pays
| Classement (2011-2012)                      | Meilleure position |
| ------------------------------------------- | ------------------ |
| Australie (ARIA)                            | 26                 |
| Belgique (Flandre Ultratop 50 Singles)      | 43                 |
| Belgique (Wallonie Ultratop 50 Singles)     | 43                 |
| Canada (Billboard Hot 100)                  | 11                 |
| Danemark (Tracklisten)                      | 31                 |
| Pays-Bas (Single Top 100)                   | 76                 |
| Nouvelle-Zélande (RMNZ)                     | 19                 |
| Roumanie (Romanian Top 100)                 | 67                 |
| Espagne (PROMUSICAE)                        | 14                 |
| Royaume-Uni (UK Singles Chart)              | 135                |
| États-Unis (Billboard Hot 100)              | 74                 |
| États-Unis (Billboard Hot Dance Club Songs) | 1                  |
| États-Unis (Billboard Pop Songs)            | 39                 |
| États-Unis (Billboard Latin Pop Songs)      | 31                 |

## Historique de sortie et radio
| Pays        | Date             | Format                   | Label              |
| ----------- | ---------------- | ------------------------ | ------------------ |
| États-Unis  | 4 octobre 2011   | Téléchargement numérique | Universal Republic |
| Canada      | 4 octobre 2011   | Téléchargement numérique | Universal Republic |
| Australie   | 6 octobre 2011   | Téléchargement numérique | Universal Republic |
| Autriche    | 6 octobre 2011   | Téléchargement numérique | Universal Republic |
| Belgique    | 6 octobre 2011   | Téléchargement numérique | Universal Republic |
| Danemark    | 6 octobre 2011   | Téléchargement numérique | Universal Republic |
| France      | 6 octobre 2011   | Téléchargement numérique | Universal Republic |
| Allemagne   | 6 octobre 2011   | Téléchargement numérique | Universal Republic |
| Italie      | 6 octobre 2011   | Téléchargement numérique | Universal Republic |
| Pays-Bas    | 6 octobre 2011   | Téléchargement numérique | Universal Republic |
| Norvège     | 6 octobre 2011   | Téléchargement numérique | Universal Republic |
| Espagne     | 6 octobre 2011   | Téléchargement numérique | Universal Republic |
| Suède       | 6 octobre 2011   | Téléchargement numérique | Universal Republic |
| Royaume-Uni | 20 novembre 2011 | Téléchargement numérique | Universal Republic |

| Pays       | Date              | Format                  |
| ---------- | ----------------- | ----------------------- |
| Australie  | 19 septembre 2011 | Contemporary hit radio  |
| États-Unis | 4 octobre 2011    | Top 40/Mainstream radio |
| États-Unis | 25 octobre 2011   | Rhythmic radio          |